# Epacris impressa
Epacris impressa är en ljungväxtart som beskrevs av Jacques-Julien Houtou de La Billardière. Epacris impressa ingår i släktet Epacris och familjen ljungväxter. Inga underarter finns listade i Catalogue of Life.
Den lever på Tasmanien och i området vid Australiens sydöstra kust. 

## Bildgalleri

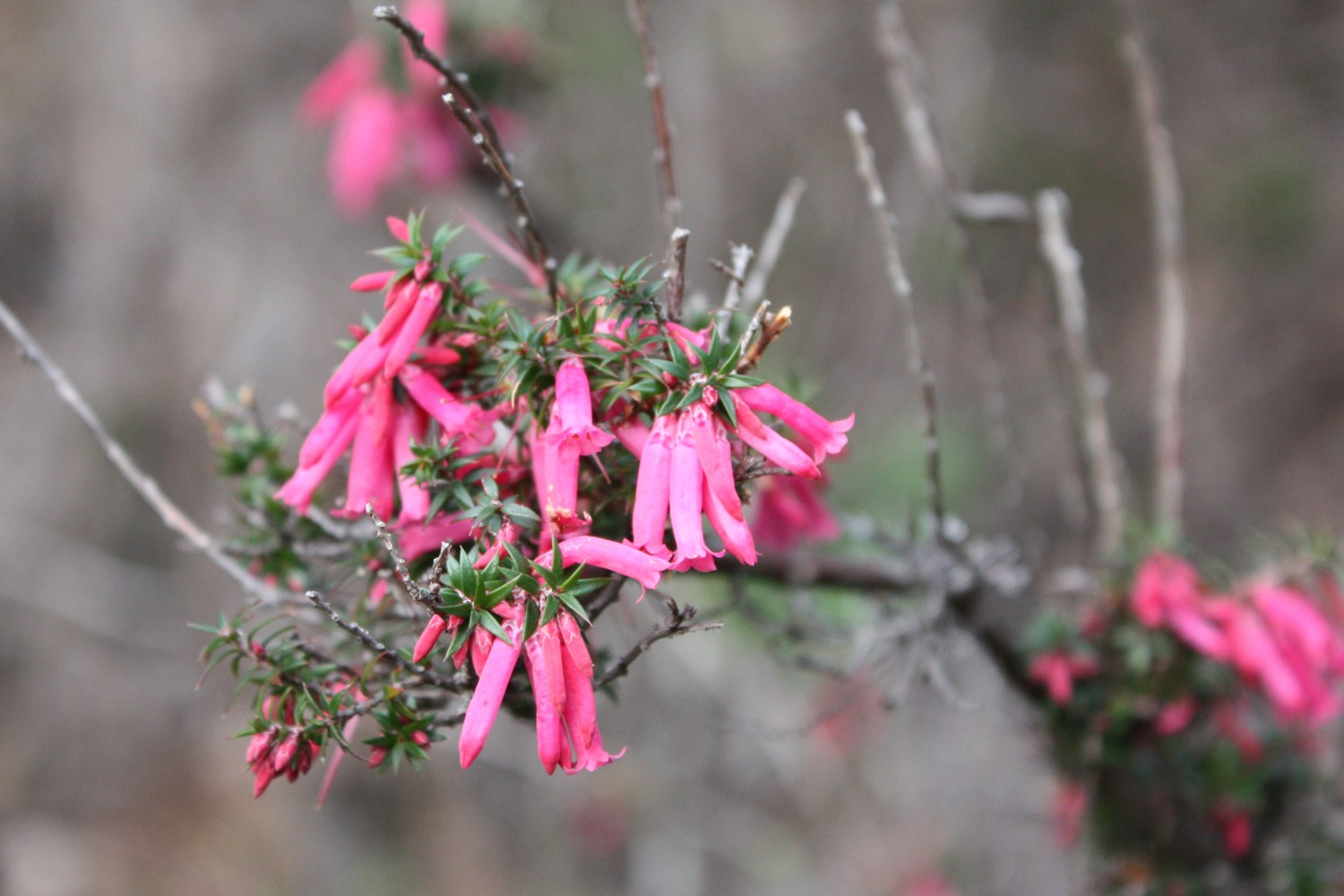
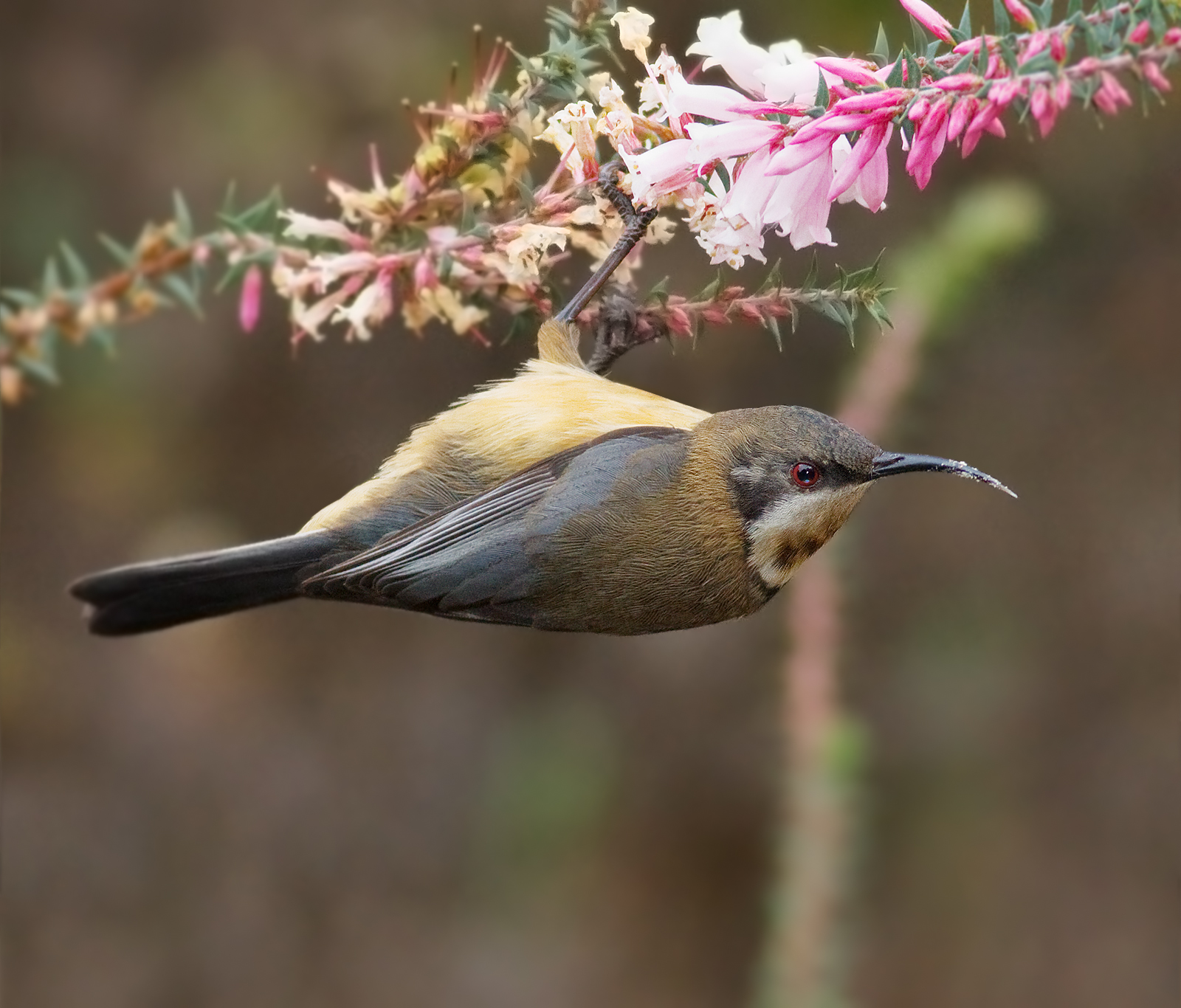
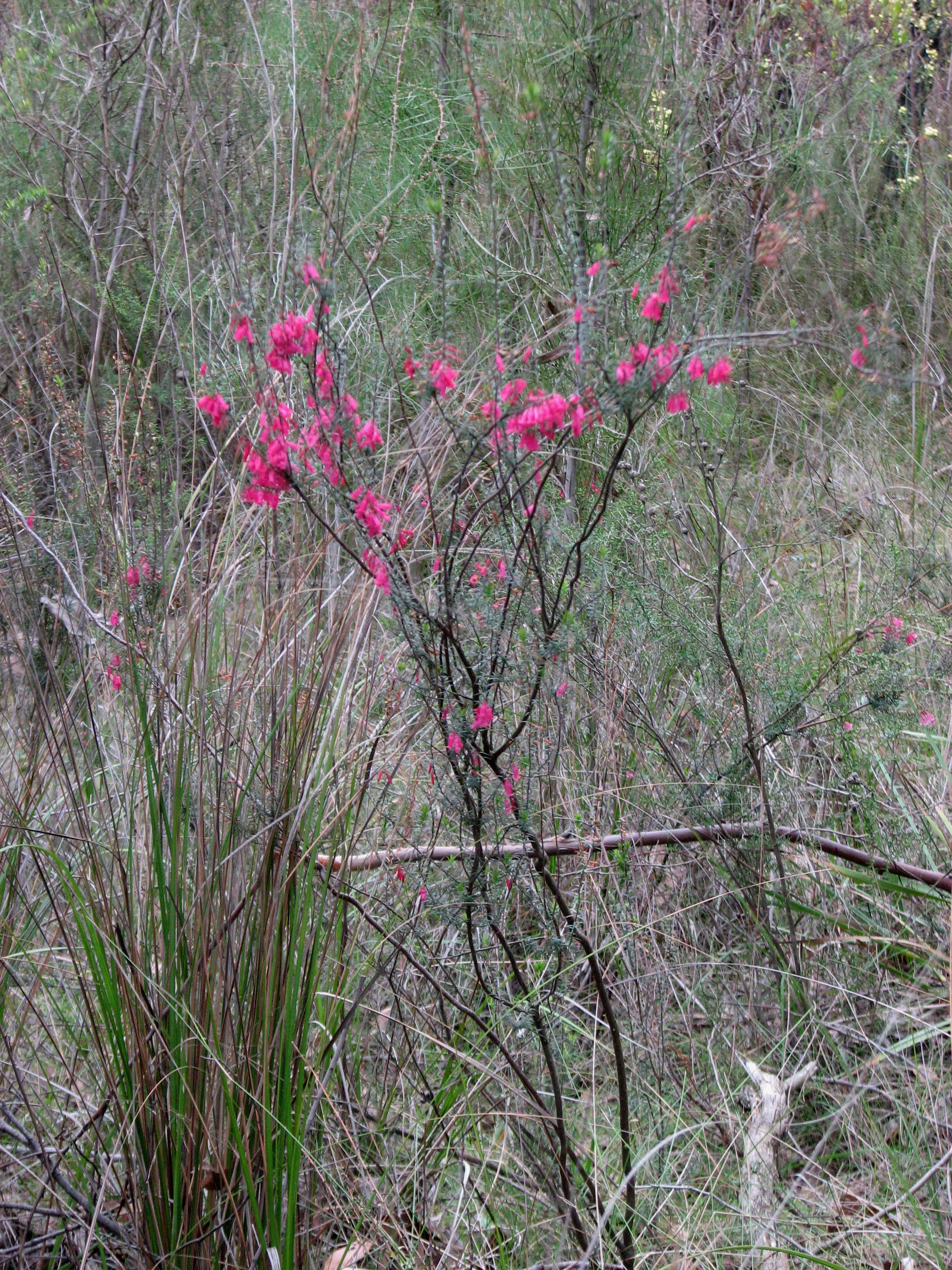
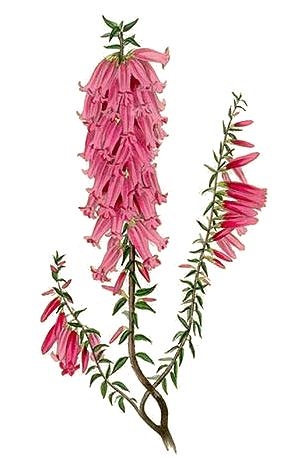
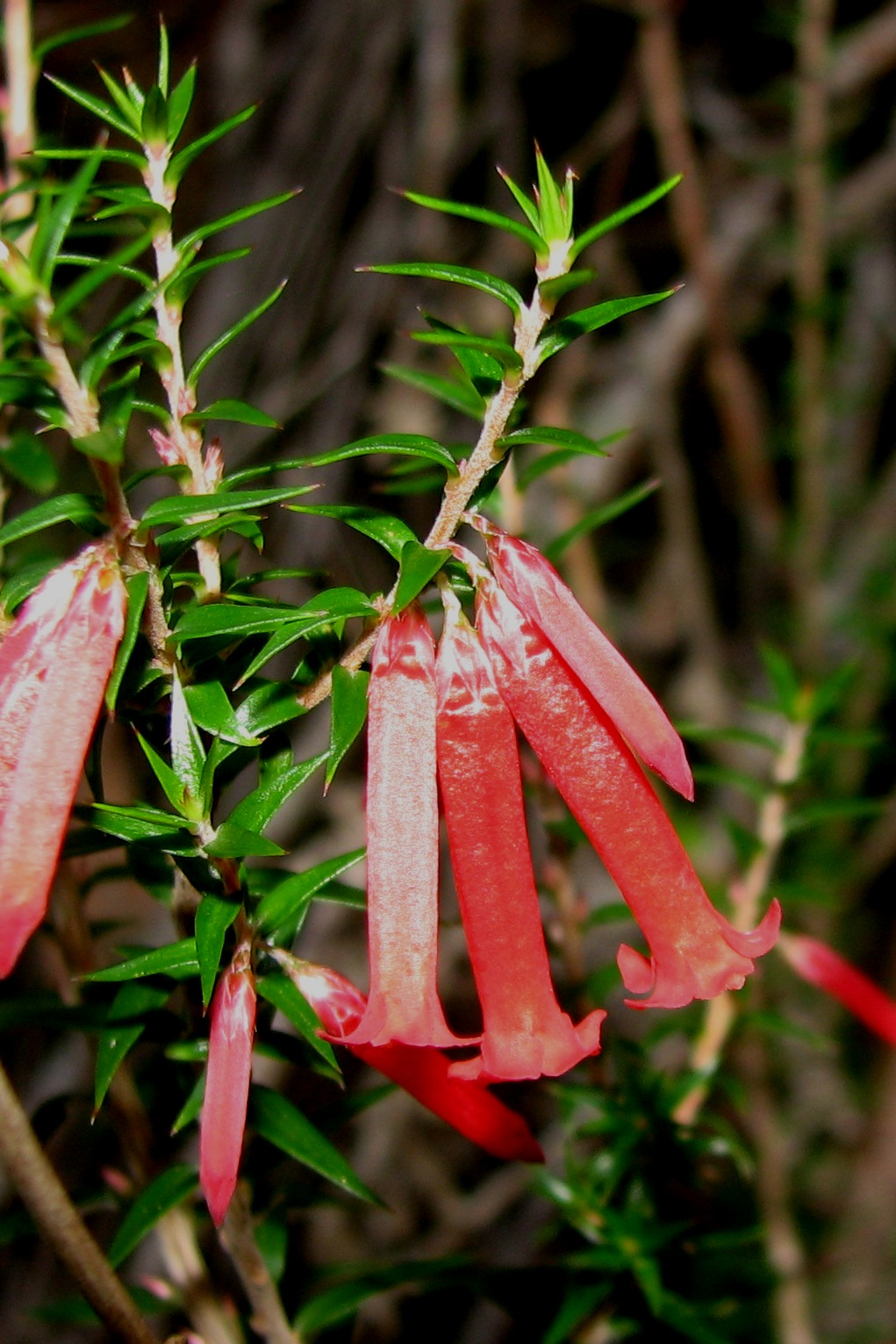
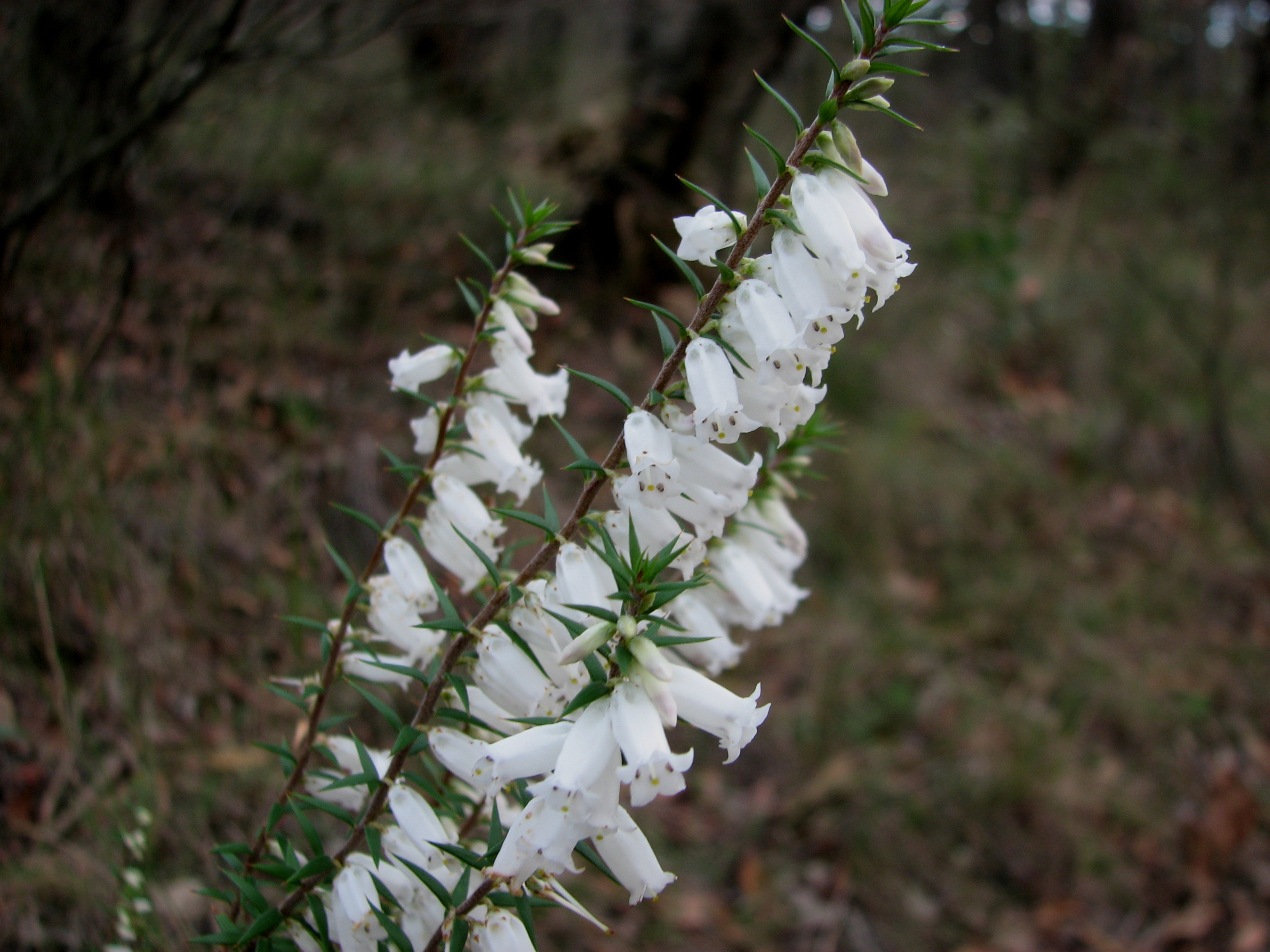